# Cheiridium firmum
Cheiridium firmum es una especie de arácnido del orden Pseudoscorpionida de la familia Cheiridiidae.

## Distribución geográfica
Se encuentra en Illinois (Estados Unidos).